# Фріц Андре
Фріц Андре (фр. Fritz André; нар. 18 вересня 1946) — гаїтянський футболіст, виступав на позиції захисника.

## Клубна кар'єра
На клубному рівні виступав за гаїтянські клуби «Віолетт» та «Оглі Нуар».

## Кар'єра в збірній
У 70-х роках XX століття викликався до складу національної збірної Гаїті. Учасник чемпіонату світу 1974 року. На мундіалі в Німеччині зіграв в програному (0:7) гаїтянцями поєдинку проти збірної Польщі. Був замінений на 37-й хвилині матчу за рахунку 5:0 на користь поляків.